# 笠原隆弘
笠原 隆弘（かさはら たかひろ、1967年7月31日 - ）は、日本の短距離走選手である。1988年ソウルオリンピック日本代表選手。

## 来歴
三重高等学校時代の1985年に、100メートルで手動計時10秒6を出す。
中京大学に進学し、1988年の第72回日本陸上競技選手権大会の100メートルに10秒60で優勝した。同年のソウルオリンピックには男子100メートルと400メートルリレーに出場した。同じ中京大学に所属していた青戸慎司も揃って代表となっている。